# Osbornellus angustatus
Osbornellus angustatus är en insektsart som beskrevs av Delong 1976. Osbornellus angustatus ingår i släktet Osbornellus och familjen dvärgstritar. Inga underarter finns listade i Catalogue of Life.